# Pietro Scarpis
Pietro Scarpis (Conegliano, 15 settembre 1832 – Conegliano, 5 maggio 1900) è stato un notaio e patriota italiano, componente della spedizione dei Mille di Garibaldi.

## Biografia
Era nato il 15 settembre 1832 da Carlo e Teresa Cappelletto. Il suo atto di battesimo si trova nell'archivio della chiesa di S. Maria e S. Leonardo, l'attuale Duomo di Conegliano.
Il padre Carlo viene a Conegliano da Trichiana, in provincia di Belluno, e si invaghisce di Teresa Cappelletto, la quale però è minorenne: possono sposarsi nel 1819 solo dopo aver ottenuto la dispensa vescovile. Il matrimonio è allietato dalla nascita di ben dieci figli, ma quattro muoiono giovani.
Carlo muore il primo ottobre 1837 a soli 47 anni di tisi polmonare: Pietro ha solo cinque anni, è irrequieto e viene messo a studiare nel Seminario di Belluno come studente esterno, ma a 16 anni fugge per andare a dar manforte agli insorti di Venezia, assediata dagli austriaci.
In seguito continua gli studi, si iscrive alla facoltà di giurisprudenza dell'università di Padova ed in breve tempo si laurea.
All'annuncio di una possibile guerra contro l'Austria, da tutta l'Italia i volontari accorrono a Torino per arruolarsi; anche Pietro tenta di raggiungere il Piemonte, ma, mentre attraversa il fiume Mincio che faceva da confine con il Lombardo Veneto, è scoperto dalle sentinelle austriache e ferito ad un ginocchio. Rientra a Conegliano ma poco dopo se ne va di nuovo e questa volta riesce ad attraversare il confine incolume ed a riparare in Piemonte dove si arruola come volontario. Assieme agli altri commilitoni venuti da tutta l'Italia segue un periodo di duro addestramento militare.
Nel 1860 e a Genova Francesco Crispi e Nino Bixio preparavano una spedizione di volontari per “liberare la Sicilia”. Il generale Giuseppe Garibaldi dopo un periodo di ripensamenti e di dubbi decide di mettersi a capo della spedizione. Pietro diserta dall'esercito regolare e nella notte tra il 5 ed il 6 maggio parte con la  “leggendaria spedizione”. Nell'impresa dei Mille parteciparono anche altri coneglianesi: Giovanni Battista Marin, Giuseppe Pilla e Giuseppe Coccolo.
Pietro sbarca a Marsala l'11 maggio, partecipa all'assalto alla baionetta per la conquista della collina chiamata Pianto dei Romani presso Calatafimi il 15 maggio, entra a Palermo, passa in Calabria, combatte valorosamente ed il 20 settembre, dopo il trionfale ingresso a Napoli, è nominato luogotenente nel II reggimento della brigata comandata da Gaetano Sacchi.
Nella battaglia del Volturno, il 1º ottobre, vede cadere, colpito da un colpo di cannone, l'amico Cesare Bernardi. Terminata la campagna si costituisce spontaneamente alle autorità militari del Piemonte: essendo disertore dell'esercito regolare, fu condannato dal Tribunale Militare di Torino ad un anno di reclusione. I genitori chiesero anche l'intercessione della regina Maria Adelaide. Dopo 4 mesi di carcere, il 9 luglio 1861 Pietro è di nuovo libero "per Grazia Sovrana" ed ha modo di ritornare nell'esercito regolare.
Resta nell'esercito e, nel 1866, segue nuovamente Garibaldi nella campagna del Tirolo, come luogotenente del IV Reggimento Corpo Volontari Italiani e nel 1867 è nominato maggiore del Battaglione Comunale della Guardia Nazionale.
Quando Giuseppe Garibaldi, il 5 marzo 1867 va a Conegliano e dal balcone di Palazzo Gera parla al popolo, chiama Pietro Scarpis per presenziare al suo fianco.
Dopo il congedo, ritorna a Conegliano e si dedica alla professione di notaio in Borgo S. Caterina. Sposa, (nel 1875?), la contessa Camilla Piloni di Belluno ed ha un solo figlio, Francesco, nel 1880.
Nel 1873 è presidente dell'Istituto Filarmonico. Per 10 anni è stato presidente delle Scuole Femminili Urbane, dove, nel 1893, è costretto a dare le dimissioni per ragioni di salute.
Pietro Scarpis muore il 5 maggio del 1900, dopo una lunga malattia.

## Onorificenze
A Pietro Scarpis è stata intitolata una via della città di Conegliano.